# Sonatines (Sibelius)
Pour les articles homonymes, voir Sonatine (homonymie).
Les Trois sonatines op. 67 de Jean Sibelius sont un recueil de sonatines pour piano composées en 1912.

## Composition
Jean Sibelius compose ses Trois sonatines op. 67 en 1912. Elles sont publiées la même année par Breitkopf & Härtel.

## Présentation
Les Sonatines sont en deux ou trois mouvements :
Sonatine no 1, en fa dièse mineur :
1. Allegro à quatre temps (noté ) ;
2. Largo, cantabile à 
 ;
3. Allegro moderato à deux temps (noté ).

Sonatine no 2, en mi majeur :
1. Allegro à deux temps (noté ) ;
2. Andantino à 
 ;
3. Allegro à deux temps (noté ).

Sonatine no 3, en si bémol mineur :
1. Andante — Allegro moderato à quatre temps (noté ) ;
2. Andante — Allegretto à quatre temps (noté ).

## Analyse
Selon François-René Tranchefort, les trois Sonatines « sont véritablement écrites pour l'instrument, qui ne tente pas — cette fois — de se substituer à l'orchestre ».
Guy Sacre considère que l'« on s'accorde à trouver dans ces morceaux le meilleur de la production pianistique de Sibelius », dans un « catalogue aussi abondant que décevant ».